# 1482

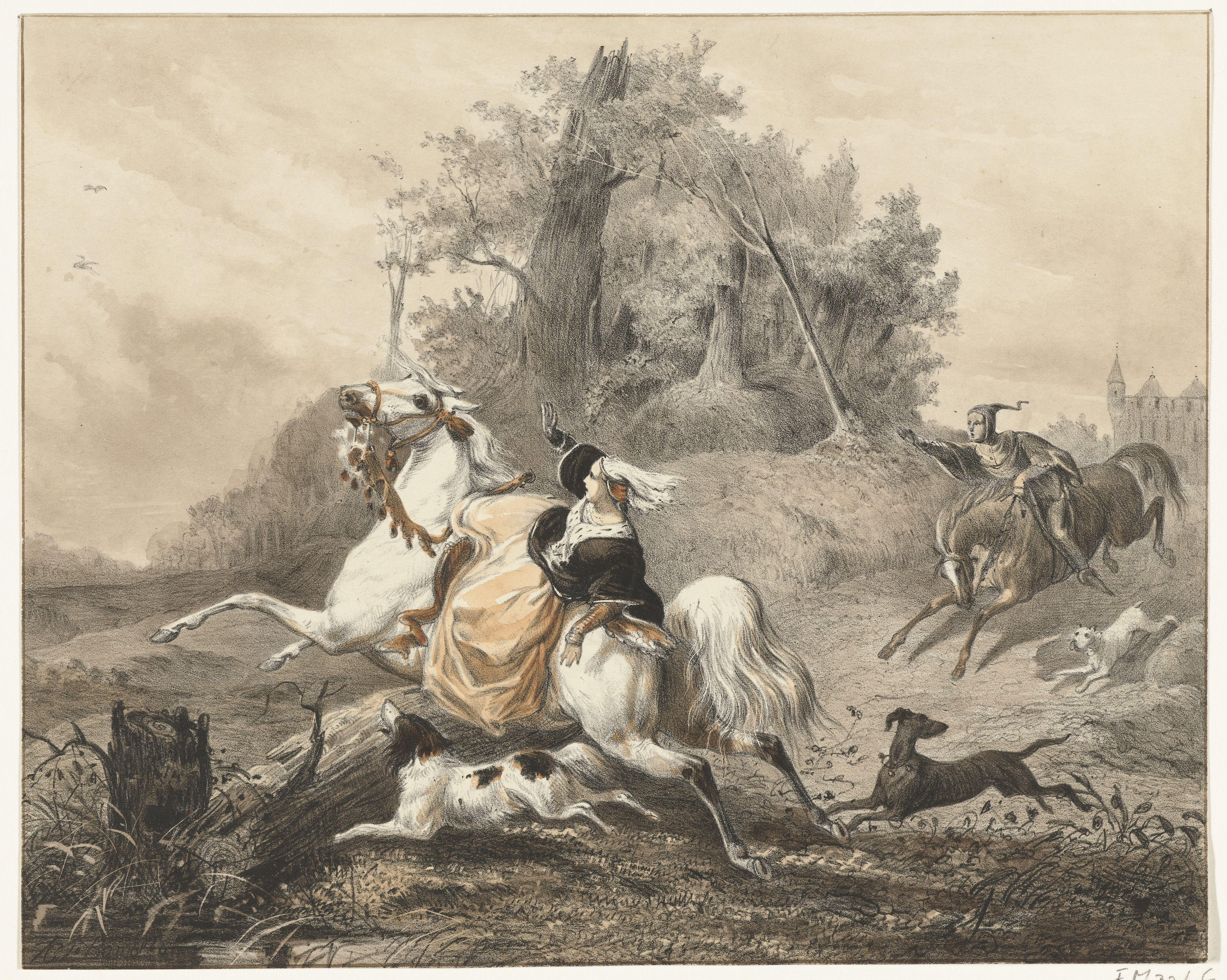
Maria van Bourgondië valt van haar paard

Het jaar 1482 is het 82e jaar in de 15e eeuw volgens de christelijke jaartelling.

## Gebeurtenissen
januari
- 1 - Bisschop David van Bourgondië tracht Utrecht binnen te rijden, maar krijgt te horen dat hij niet meer als heer wordt erkend.
- 19 - Diogo d'Azambuja sticht Fort Elmina, de eerste Europese versterking in Guinea.

februari
- februari - Begin van de Oorlog van Granada, die uiteindelijk tot verovering van het koninkrijk Granada door Spanje zal leiden.

maart
- 6 - Maria van Bourgondië raakt ernstig gewond bij een val van haar paard en overlijdt enkele weken later.

april
- 2 - Prins Syarif Hidayatullah verklaart Cirebon tot een zelfstandige moslimstaat, onafhankelijk van het bewind van Pakuan Pajajaran.
- 24 - Bonaventura wordt heilig verklaard.

mei
- 3 - De meeste gewesten in de Staten-Generaal stemmen schoorvoetend in met het regentschap van Maximiliaan van Oostenrijk voor de driejarige Filips de Schone, die Maria van Bourgondië is opgevolgd. Vlaanderen en Brabant weigeren echter in te stemmen, tenzij er vrede met Frankrijk gesloten wordt.

juli
- 12 - Inname van Hoorn: Hoekse ballingen onder Peter van Nuys nemen de stad Hoorn in.
- 16 - De Kabeljauwse ruiteraanvoerder Jan van Schaffelaar springt van de toren van Barneveld. Hij overleeft de val en wordt alsnog door de Hoeken gedood.
- 20 - Herovering van Hoorn: Joost van Lalaing herovert Hoorn voor de Kabeljauwen en Bourgondiërs. (zie: Inname van Hoorn (1482))
- juli - Schotse edelen sluiten koning Jacobus III op in Edinburgh Castle. Engelse troepen rukken op naar Edinburgh maar kunnen het kasteel niet innemen.

augustus
- 26-16 september - Beleg van IJsselstein: De (Hoekse) Utrechters onder Engelbrecht van Kleef belegeren IJsselstein vergeefs.
- 30 - Willem I van der Marck Lumey vermoordt de prins-bisschop van Luik Lodewijk van Bourbon in een poging zijn eigen zoon Jan van der Mark als opvolger te installeren.

september
- 14 - De stad Hasselt wordt heroverd door de Bourgondiërs.

december
- 14 - Verdrag van Münsingen: Everhard V, graaf van Württemberg-Urach wordt ook graaf van Württemberg-Stuttgart, en herenigt zo het graafschap Württemberg en maakt het ondeelbaar. Everhard VI, de graaf van Württemberg-Stuttgart, wordt zijn erfgenaam.
- 23 - Vrede van Atrecht: Maximiliaan van Oostenrijk accepteert de Franse annexatie van hertogdom Bourgondië, Vrijgraafschap Bourgondië, Artesië en Picardië. De Staten-Generaal van de Zeventien Provinciën erkennen het regentschap van Maximiliaan. Gelre, Utrecht en Luik komen terug in Bourgondische handen.
- december - Koning Jacobus III van Schotland keert na het afslaan van de Engelse aanval terug op de troon.

zonder datum
- Diogo Cão ontdekt de monding van de Kongo.
- In de bul Numquam dubitavimus roept paus Sixtus IV op om inquisities in te voeren tegen de joden.
- De Elementen van Euclides verschijnen voor het eerst in gedrukte vorm.
- Na eeuwenlange twist tussen Engeland en Schotland komt Berwick-upon-Tweed definitief in Engelse handen.
- Bronkhorst ontvangt stadsrechten.

## Kunst

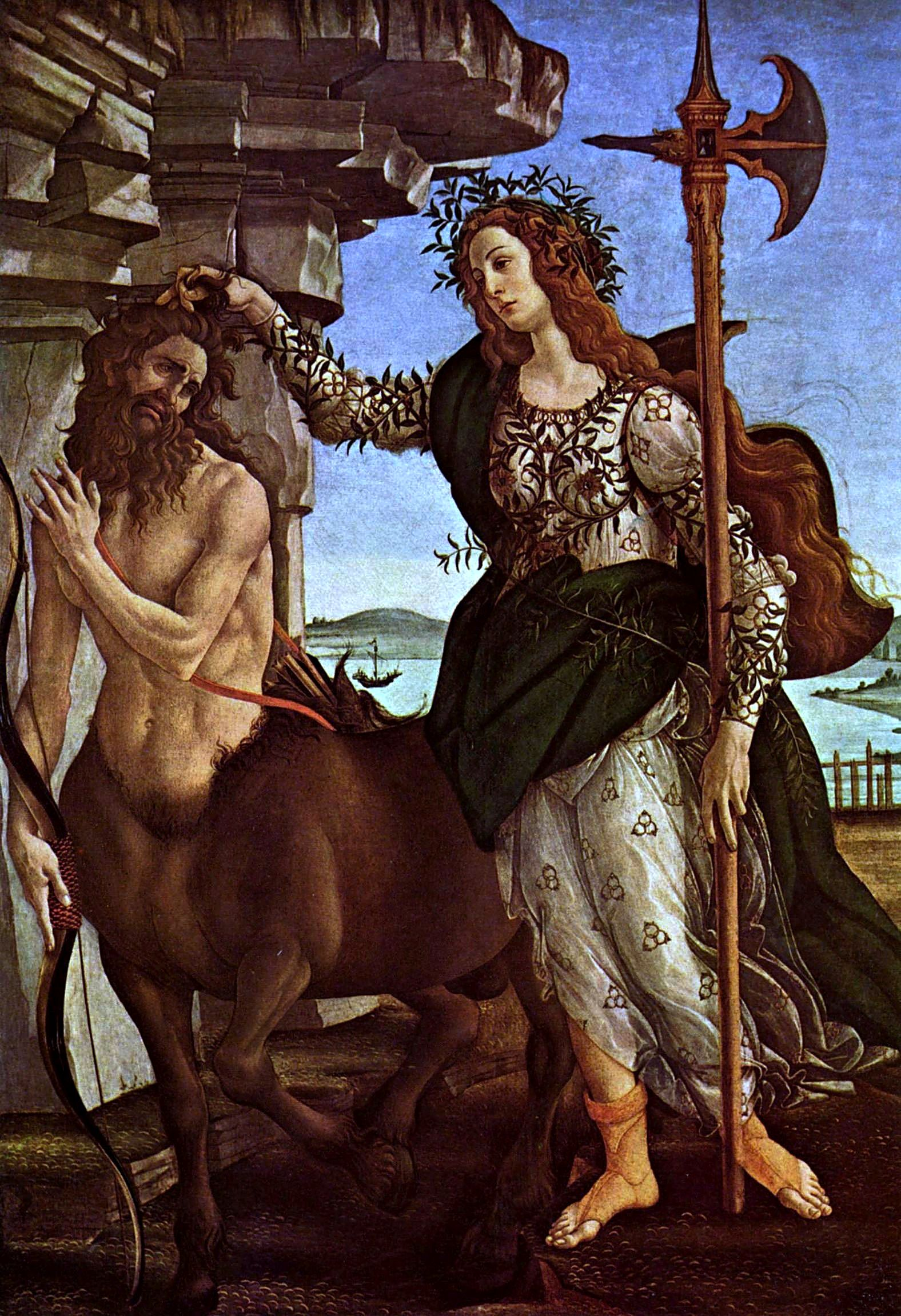
Sandro Botticelli: Pallas en de Centaur
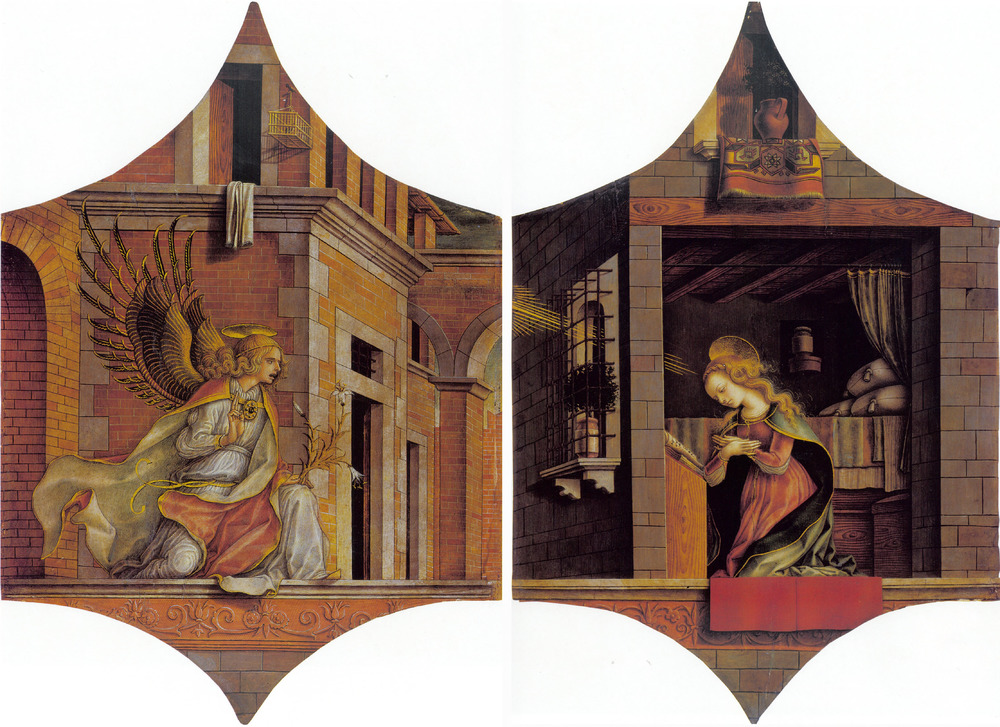
Carlo Crivelli: Aankondiging aan Maria
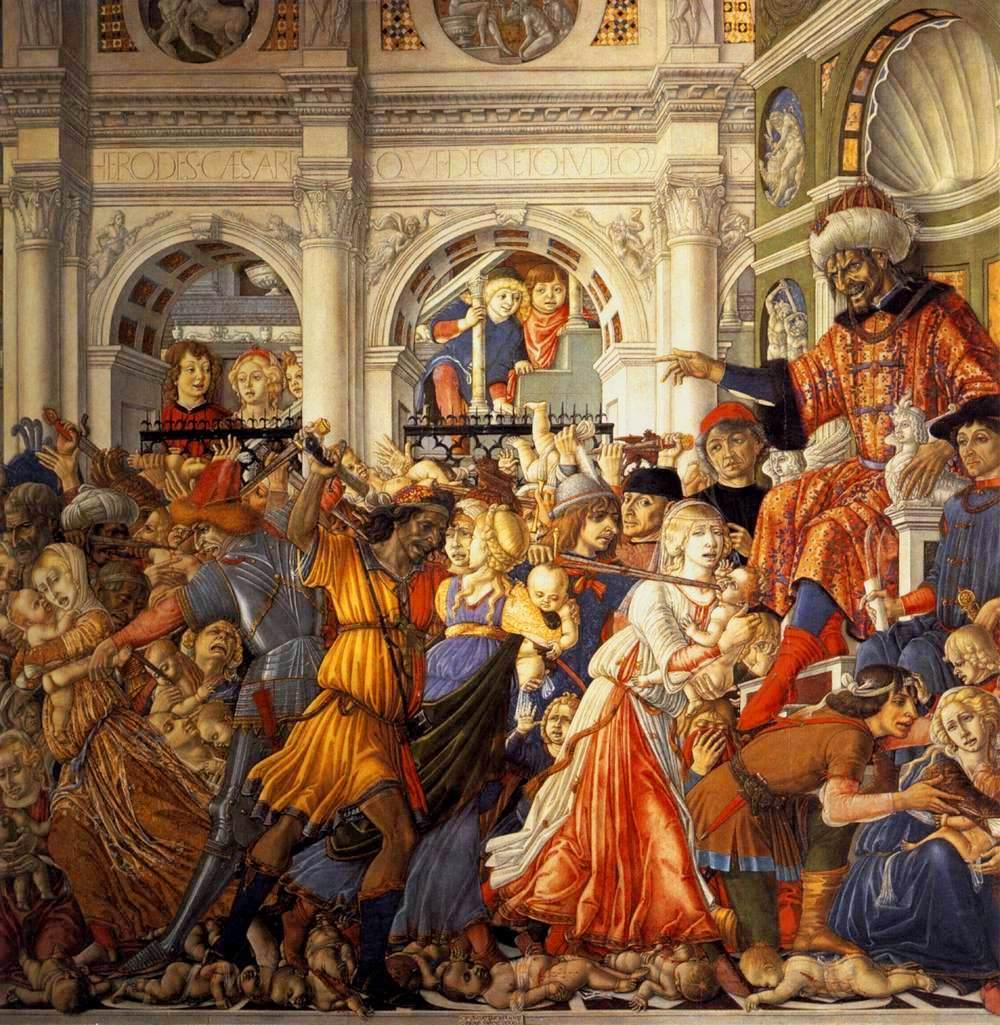
Matteo di Giovanni: Kindermoord van Bethlehem
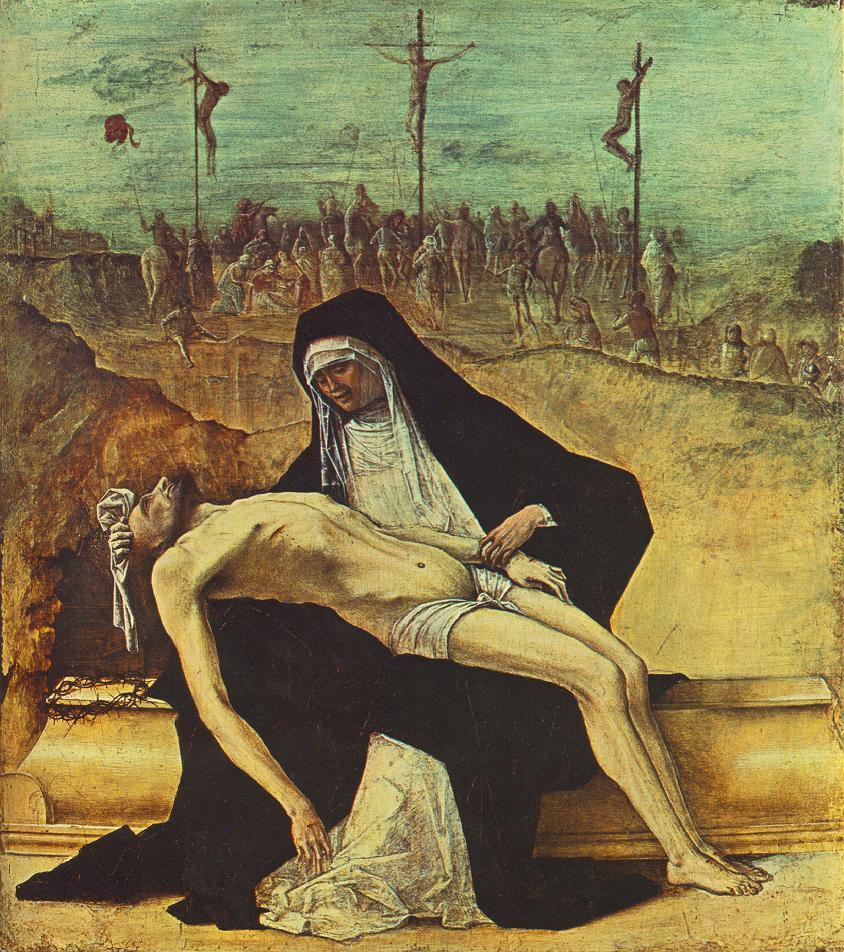
Ercole de' Roberti: Piëta

## Opvolging
- Bourgondië en de Nederlanden - Maria opgevolgd door haar zoon Filips de Schone onder regentschap van diens vader Maximiliaan van Oostenrijk
- Brienne - Peter II van Saint-Pol opgevolgd door zijn broer Anton
- Brunswijk-Wolfenbüttel en Brunswijk-Göttingen-Calenberg - Willem I van Brunswijk-Wolfenbüttel opgevolgd door zijn zoons Frederik III en Willem II
- Generalitat de Catalunya - Berenguer de Sos opgevolgd door Pere de Cardona
- Granada - Abul-Hasan Ali opgevolgd door Mohammed XII
- Luik - Lodewijk van Bourbon opgevolgd door Johan van Horne
- Penthièvre - Jan II van Brosse opgevolgd door zijn zoon Jan III van Brosse
- Saint-Pol en Soissons - Peter II opgevolgd door zijn dochter Maria
- Savoye - Filibert I opgevolgd door zijn broer Karel I
- Thüringen - Willem III van Saksen opgevolgd door zijn neven Ernst en Albrecht van Saksen
- Urbino - Federico da Montefeltro opgevolgd door zijn zoon Guidobaldo da Montefeltro

## Afbeeldingen

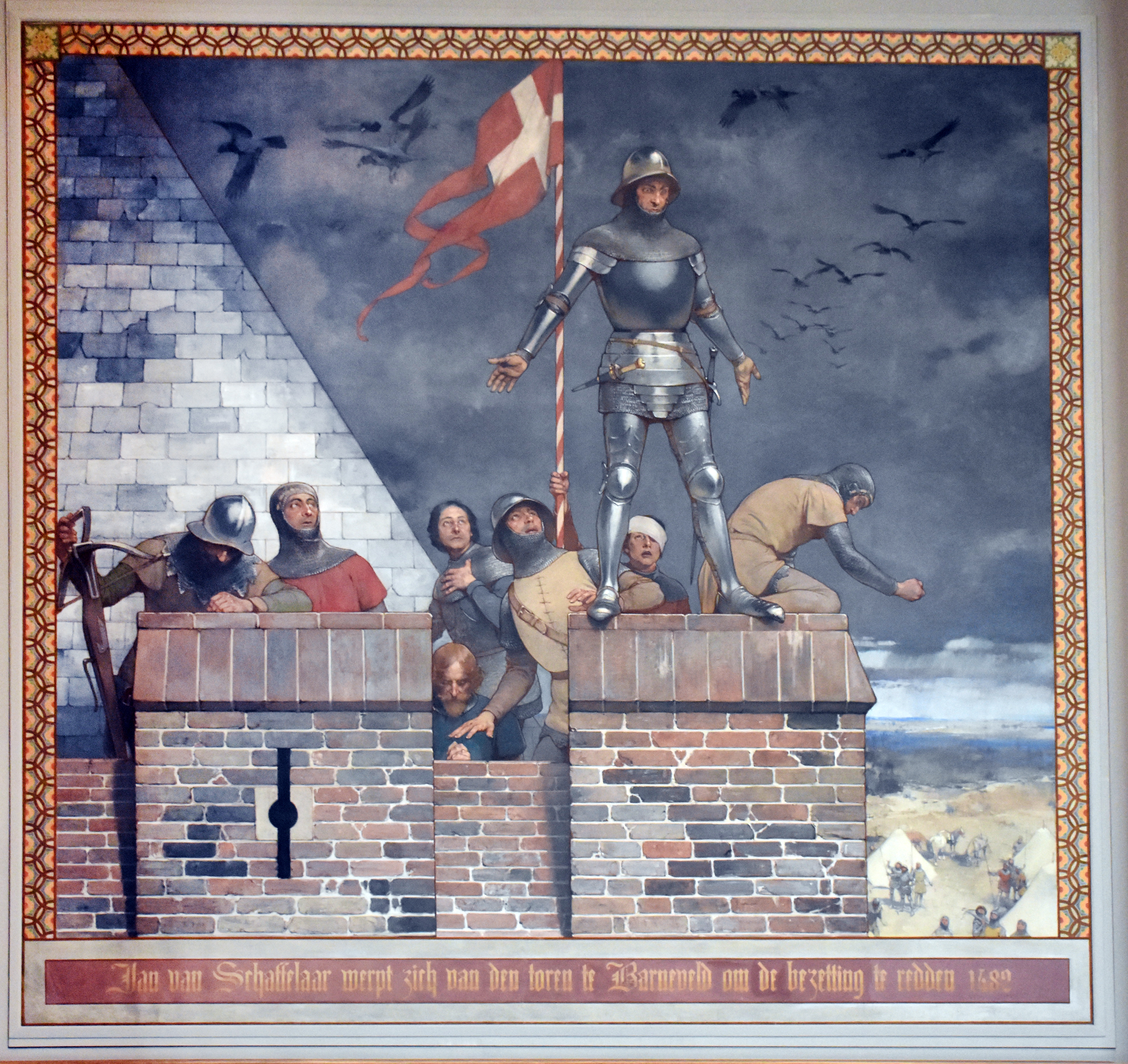
Jan van Schaffelaar werpt zich van de toren
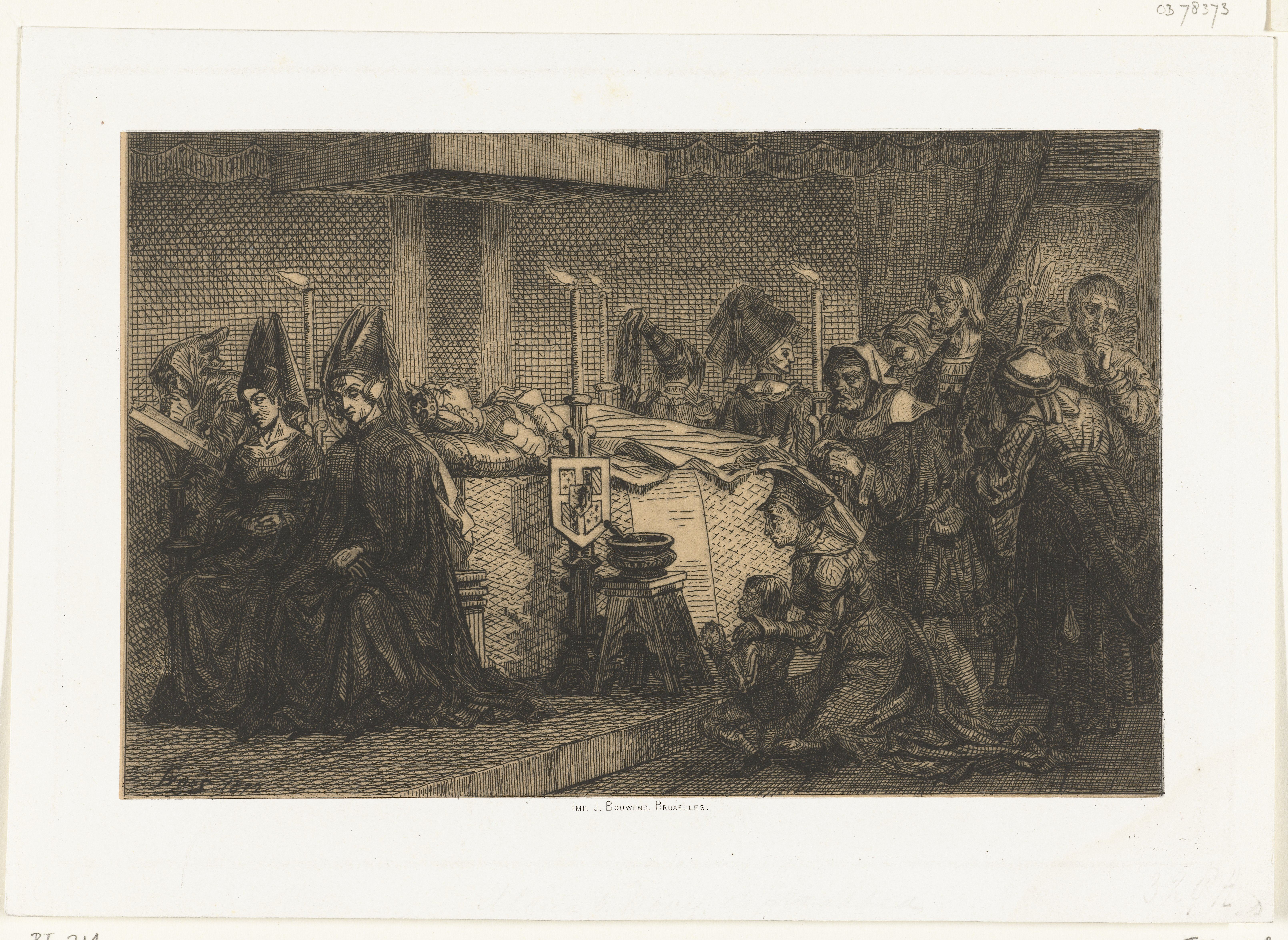
Maria van Bourgondië ligt opgebaard
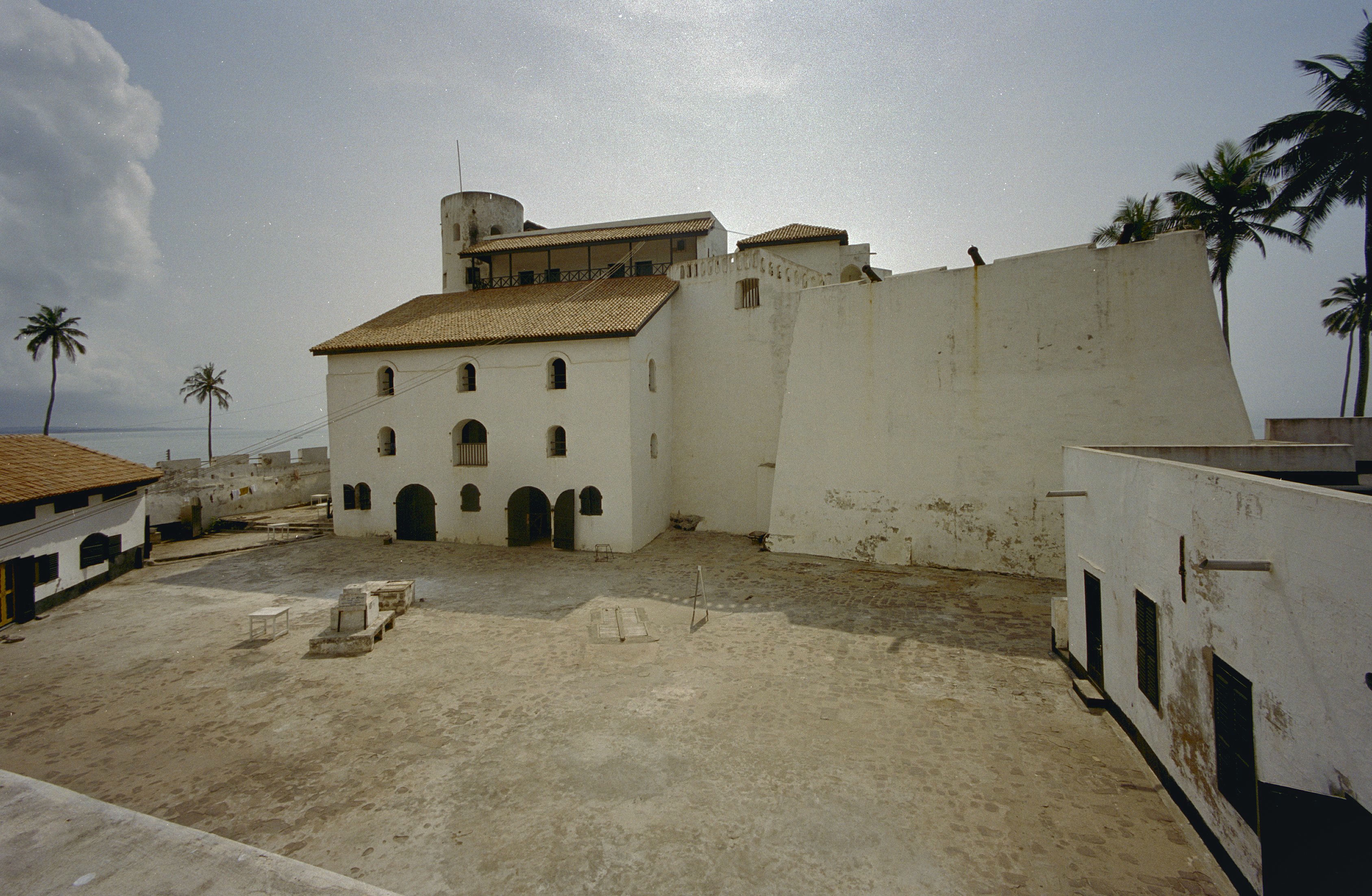
Fort Elmina
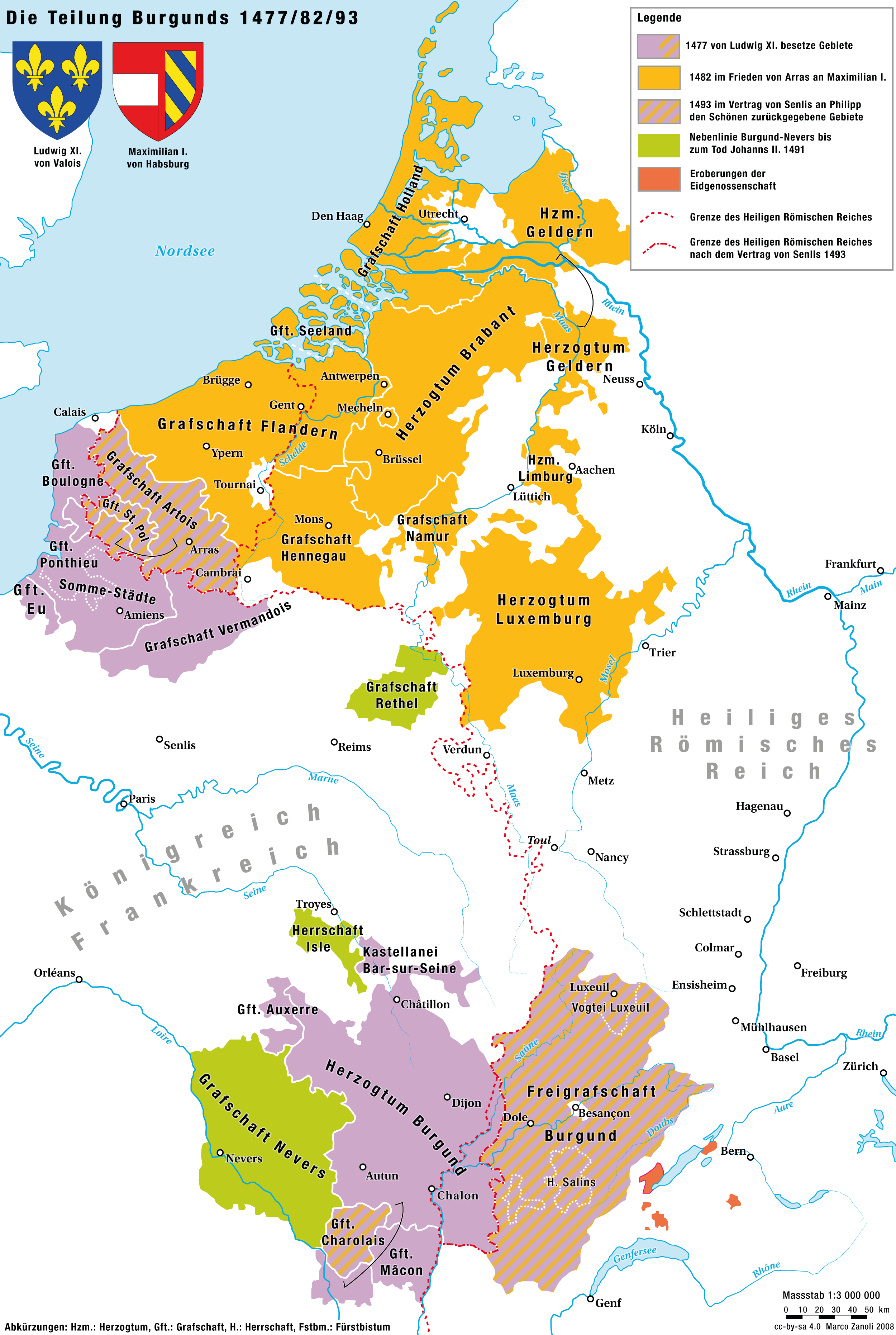
Verdeling van de Bourgondische gebieden, 1477-1492
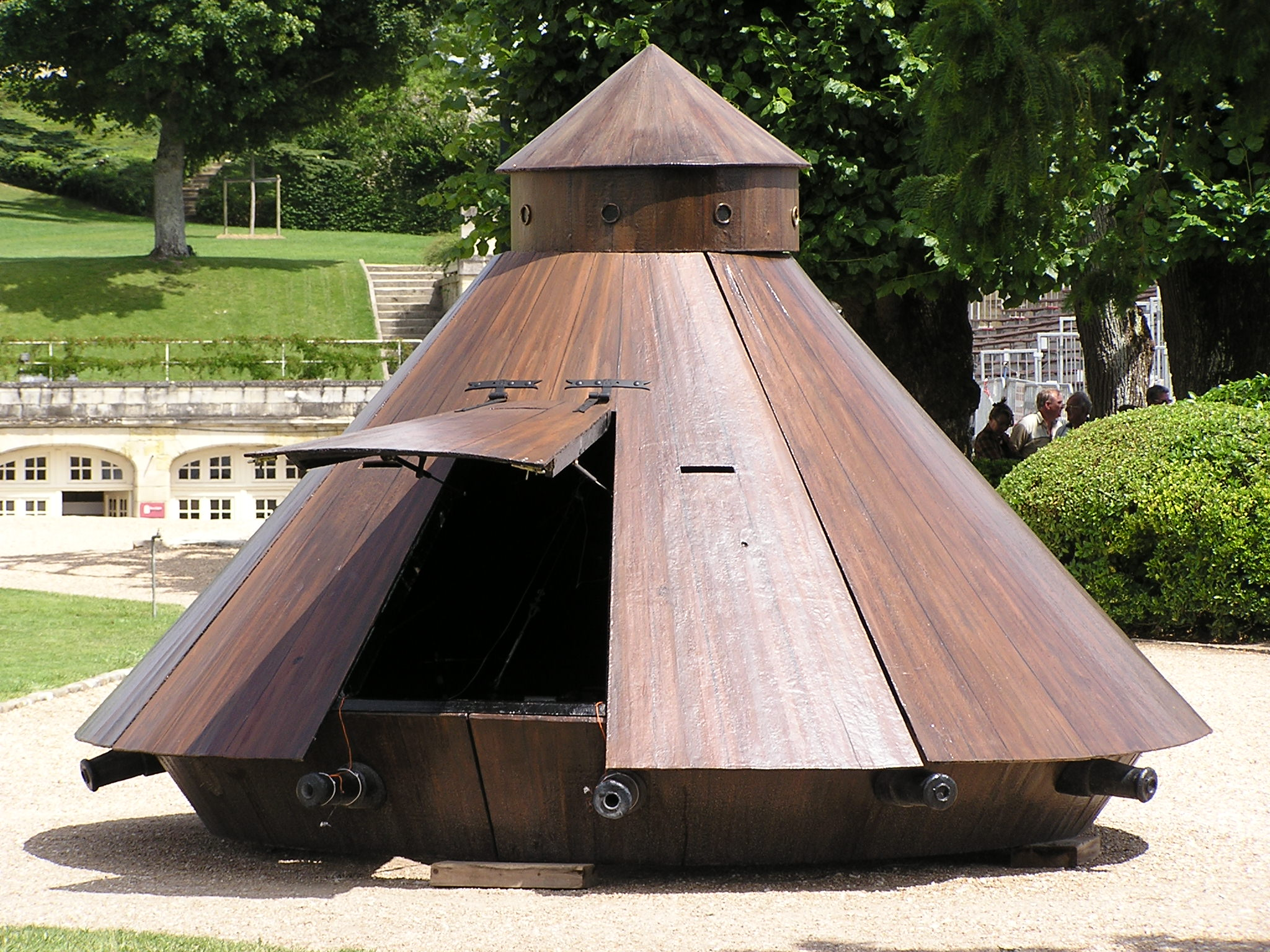
Model van een door Leonardo da Vinci in 1482 ontworpen pantserwagen
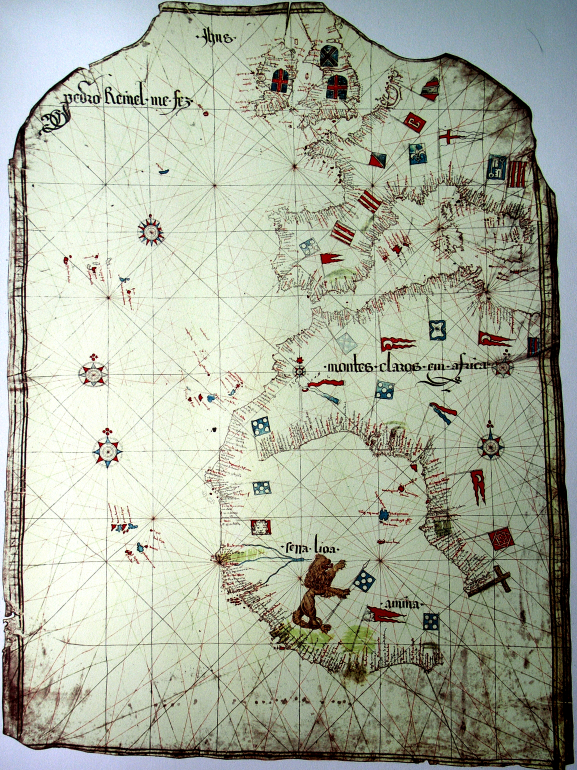
Zeekaart van Pedro Reinel, tonende de ontdekkingen van Diogo Cão
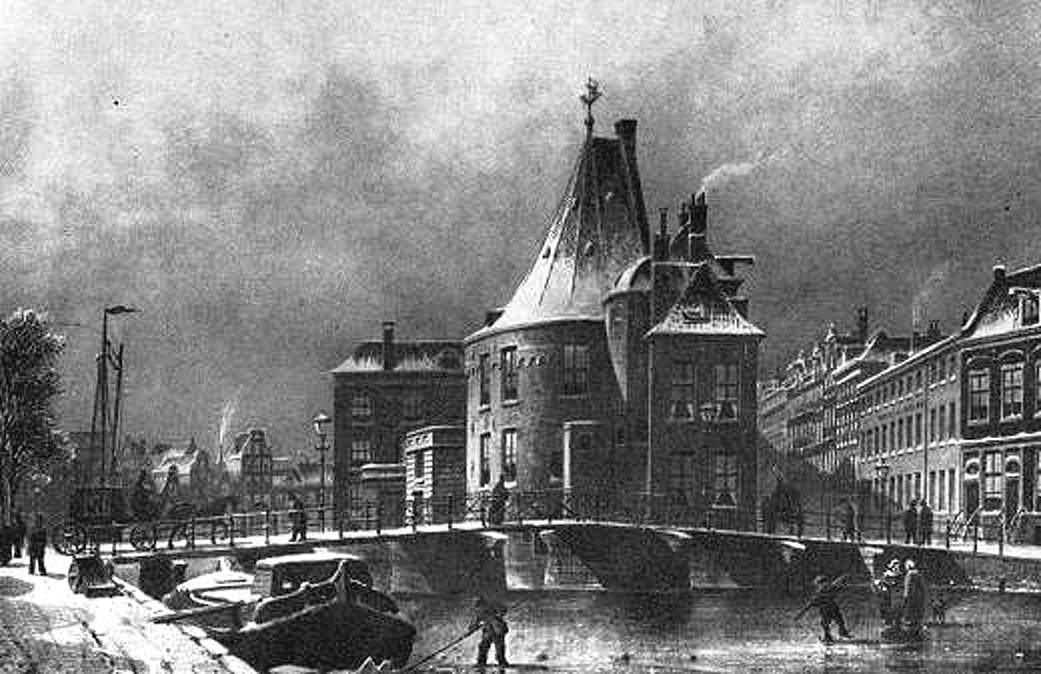
Swych Utrecht, Amsterdamse verdedigingstoren, gebouwd 1482
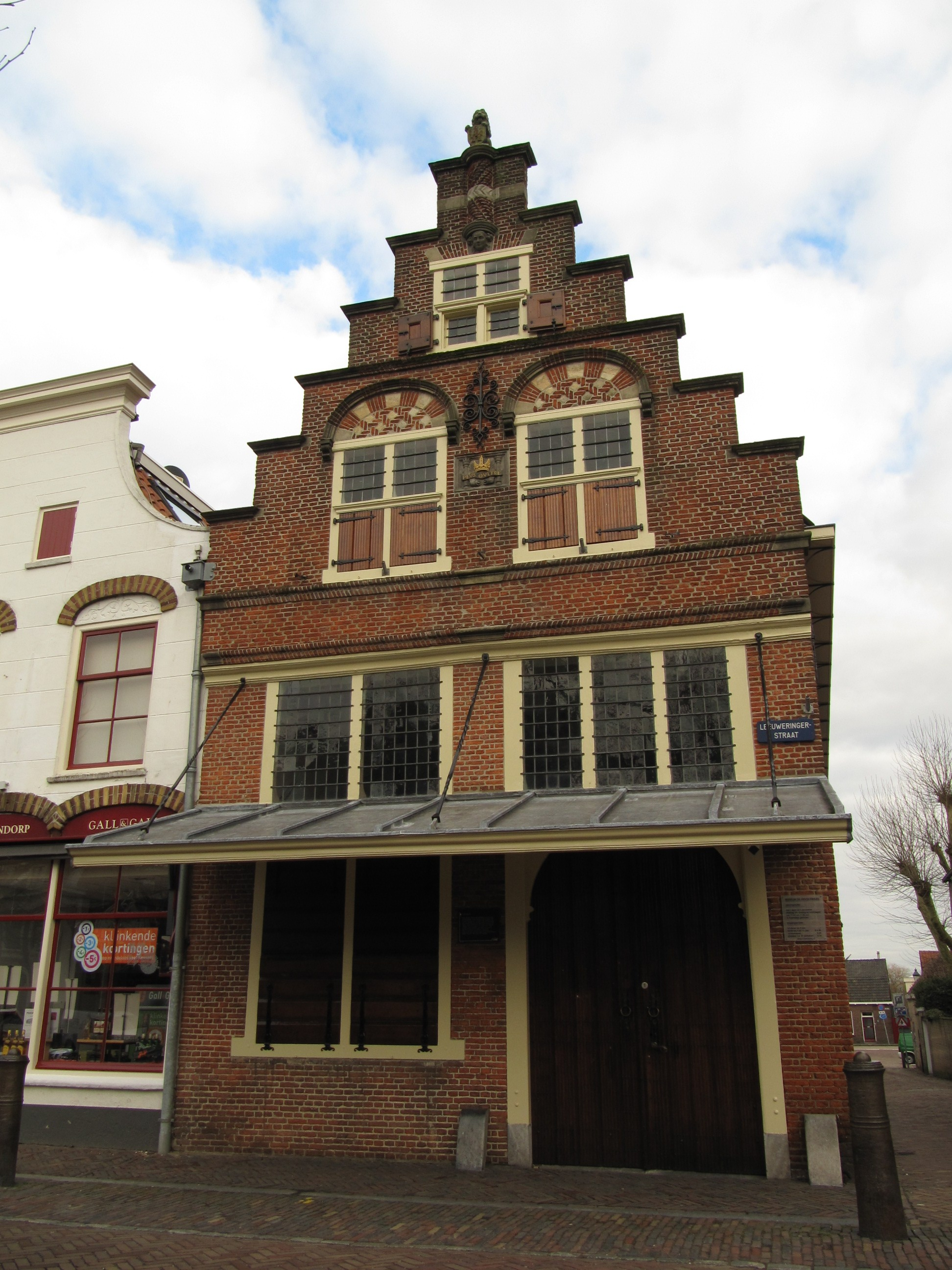
Waag, later heksenwaag, van Oudewater (gebouwd 1482)

## Geboren
- 29 juni - Maria van Aragon, echtgenote van Emanuel I van Portugal
- 7 oktober - Ernst van Baden-Durlach, Duits edelman
- 9 december - Frederik II, keurvorst van de Palts
- Rijckaert Aertsz., Nederlands kunstschilder
- Marco Cornero, Venetiaans prelaat
- Cornelis Grapheus, Zuid-Nederlands politicus
- Barbara Disquis, Nederlands kloosterlinge
- Gerardus Geldenhouwer, Nederlands historicus
- Angelus Merula, Nederlands geestelijke
- Johannes Oecolampadius, Zwitsers theoloog
- Matthias Ringmann, Frans-Duits cartograaf en dichter
- John de Vere, Engels edelman
- William Willoughby, Engels edelman
- Augustinus, regent van Monaco (jaartal bij benadering)
- Jancko Douwama, Fries politicus (jaartal bij benadering)
- Jasper Lievenz van Hoogelande, Noord-Nederlands raadsheer (jaartal bij benadering)

## Overleden
- 17 januari - Rudolf van Rüdesheim (~79), Duits prelaat
- 27 februari - Johan van Nassau-Wiesbaden-Idstein (~42), Duits geestelijke
- 27 maart - Maria (25), hertogin van Bourgondië (1477-1482)
- 28 maart - Lucrezia Tornabuoni (54), Italiaans dichteres en schrijfster
- 20 april - Willem III van Saksen (57), landgraaf van Thüringen
- april - Lodewijk van Genève (~45), koning van Cyprus (1458-1460)
- 10 mei - Paolo dal Pozzo Toscanelli (~84), Italiaans wiskundige
- 16 mei - Anthonis de Roovere (~51), Vlaams dichter
- 21 mei - Koenraad van Diepholt (~57), Duits prelaat
- 23 mei - Maria van York (14), Engels prinses
- 16 juli - Jan van Schaffelaar, Nederlands militair
- 18 juli - Simon van Lipnica (~45), Pools geestelijke
- 25 juli - Willem I van Brunswijk-Wolfenbüttel (~90), Duits edelman
- 6 augustus - Jan II van Brosse (~59), Frans edelman
- 15 augustus - Willem van Sausenberg (76), Duits edelman
- 22 augustus - Mathilde van de Palts (63), Duits edelvrouw
- 25 augustus - Margaretha van Anjou (52), echtgenote van Hendrik VI van Engeland
- 30 augustus - Lodewijk van Bourbon (~44), prins-bisschop van Luik (1456-1482)
- 10 september - Federico da Montefeltro (80), Italiaans militair
- 14 september - Filips van Croÿ (45), Bourgondisch staatsman
- 22 september - Filibert I (17), hertog van Savoye (1472-1482)
- 25 oktober - Peter II van Saint-Pol (~42), Frans edelman
- 18 november - Gedik Ahmed Pasja, Ottomaans legerleider en staatsman
- Hugo van der Goes, Vlaams schilder
- Adriaan Oudenbosch, Zuid-Nederlands kroniekschrijver
- Luca della Robbia (~82), Italiaans beeldhouwer
- Willem van Wachtendonk, Noord-Nederlands ridder

## Trivia
- De klokkenluider van de Notre Dame van Victor Hugo speelt in Parijs in 1482.